# Siegfried Rauch
Siegfried Rauch (ur. 2 kwietnia 1932 w Landsberg am Lech, zm. 11 marca 2018 w Obersöchering) – niemiecki aktor teatralny, filmowy i telewizyjny. Jego kariera trwała ponad 60 lat, pojawił się w kilku międzynarodowych produkcjach filmowych, w tym Patton (1970), Ucieczka na Atenę (1979), Orzeł wylądował (1976) czy Wielka czerwona jedynka (1980) i miał wiodące role w wielu niemieckich produkcjach telewizyjnych.

## Życiorys
Urodził się w Landsberg am Lech w Górnej Bawarii. Studiował na Uniwersytecie Ludwiga Maksymiliana w Monachium. Od 1958 występował w różnych teatrach, począwszy od Bremy (do 1962), następnie w Berlinie, Monachium i Hamburgu.
W latach siedemdziesiątych Rauch pojawił się w hollywoodzkim filmie Patton (1970) jako kapitan Steiger. W Le Mans (1971) wcielił się w kierowcę wyścigowego Ericha Stahlera, który był rywalem Steve’a McQueena. W Wielkiej czerwonej jedynce (1980) grał niemieckiego sierżanta, odpowiednika postaci Lee Marvina, który przeżywa te same wydarzenia co Marvin tylko z niemieckiej perspektywy. Inne produkcje z Hollywood, w których pojawił się Rauch, to Orzeł wylądował (1976) i Ucieczka na Atenę (1979).
Jego najsłynniejszym aktem wiodącym w niemieckiej telewizji z lat 70. był Thomas Lieven w Es muss nicht immer Kaviar sein, oparty na powieści szpiegowskiej Johannesa Mario Simmela. Jego różne inne role w telewizji ugruntowały jego karierę jako aktora w Niemczech.
Występował jako Jakob Paulsen w Das Traumschiff (1999–2013), jednym z najczęściej oglądanych seriali telewizyjnych ZDF w Niemczech, z udziałem Saschy Hehna i Haralda Schmidta. Grał również regularnie w innych produkcjach telewizyjnych w Niemczech, w tym jako dr Roman Melchinger w serialu ZDF Doktor z alpejskiej wioski – nowy rozdział (Der Bergdoktor, 2008) u boku Hansa Sigla. Pozostał aktywny zawodowo do śmierci.

## Życie prywatne
W 1964 ożenił się z Karin Rauch. Mieli dwóch synów.
Zmarł 11 marca 2018 w rodzinnym mieście Obersöchering w Górnej Bawarii z powodu niewydolności serca.

## Filmografia
- 1956: Der Jäger von Fall jako Toni
- 1956: Die Geierwally jako Leander
- 1965: Die Sommerfrische (TV) jako Guglielmo
- 1965: Mach's Beste draus
- 1966: Kommissar X – Drei gelbe Katzen jako Nitro
- 1966: Pontius Pilatus jako Klaudiusz
- 1966: Geronimo und die Räuber (TV) jako Geronimo
- 1967: Mister Dynamit – morgen küßt Euch der Tod jako Tazzio
- 1967: Der Zug der Zeit (TV) jako Michael Klinckhardt
- 1967: Der Mönch mit der Peitsche jako Frank Keeney
- 1968: Peter und Sabine jako dr Petter
- 1968: Im Banne des Unheimlichen jako dr Brand
- 1968: Gangsters per un massacro jako Anthony
- 1969: Ein Dreifach Hoch dem Sanitätsgefreiten Neumann jako Neumann
- 1970: Patton jako kapitan Oskar Steiger
- 1970: Engel, die ihre Flügel verbrennen jako komisarz
- 1970: Nous n'irons plus au bois jako Werner
- 1971: Le Mans jako Erich Stahler
- 1972: Pas folle la guêpe
- 1973: Little Mother jako pułkownik Pinares
- 1974: Zwei himmlische Dickschädel jako Lenz
- 1974: Der Jäger von Fall jako Huisentoni
- 1974: Der Gestohlene Himmel jako pastor Franz Gruber
- 1975: Bitte keine Polizei (TV) jako Mathias Wenzel
- 1976: Orzeł wylądował (The Eagle Has Landed) jako sierżant Brandt
- 1977: Die Standarte jako Graf Bottenlauben
- 1977: Waldrausch jako Krischbin
- 1978: Uranowi spiskowcy (Agenten kennen keine Tränen) jako baron
- 1979: Ucieczka na Atenę (Escape to Athena) jako Braun
- 1980: Skażenie (Contamination) jako Hamilton
- 1980: Wielka czerwona jedynka (The Big Red One) jako Schroeder
- 1981: Barriers (TV) jako Kurt Gruber
- 1982: Kampftag (TV) jako Alfons Kübler
- 1983: Wichry wojny (The Winds of War) jako Ernst Bayer
- 1984: Niemand weint für immer jako Hans van Wielligh
- 1984: Popcorn und Paprika jako Sigi
- 1987: Der Stein des Todes jako Hemingway
- 1987: Love Jogging (TV) jako Brian
- 1990: Feuer, Eis & Dynamit jako Larry
- 1995: Trinità & Bambino... e adesso tocca a noi jako Parker
- 2000: Dir zu Liebe (TV) jako dr Martin Felden
- 2002: Tierärztin Dr. Mertens (TV) jako profesor Baumgart
- 2004: Am Kap der Liebe (TV) jako Byron Blair
- 2004: Mai storie d’amore in cucina (TV) jako szef policji
- 2005: Die Geierwally (TV) jako Franz Flender
- 2006: Kurhotel Alpenglück (TV) jako Herbert Grabmaier
- 2006: Liebe auf vier Pfoten (TV) jako Heinrich
- 2007: Das Wunder der Liebe (TV) jako Konstantin Andropoulos
- 2008-2018: Górski lekarz (TV) jako dr Roman Melchinger
- 2009: Schwarzwaldliebe (TV) jako Franz Lindner